# Villarejo-Periesteban
Villarejo-Periesteban ist eine zentralspanische Gemeinde (municipio) und ein Dorf mit 377 Einwohnern (Stand: 2024) in der Provinz Cuenca in der Autonomen Region Kastilien-La Mancha.

## Lage und Klima
Villarejo-Periesteban liegt etwa 45 Kilometer südwestlich von Cuenca in einer Höhe von ca. 910 m. Es herrscht ein gemäßigt warmes Klima. Die Jahresdurchschnittstemperatur beträgt 13,2 °C, der Jahresgesamtniederschlag liegt bei 483 mm.

## Bevölkerungsentwicklung
| Jahr      | 1970 | 1981 | 1991 | 2006 | 2011 | 2021 |
| Einwohner | 656  | 615  | 586  | 526  | 421  | 391  |

## Sehenswürdigkeiten
- Clemenskirche (Iglesia de San Clemente)
- Zwillingskapelle
- Rathaus

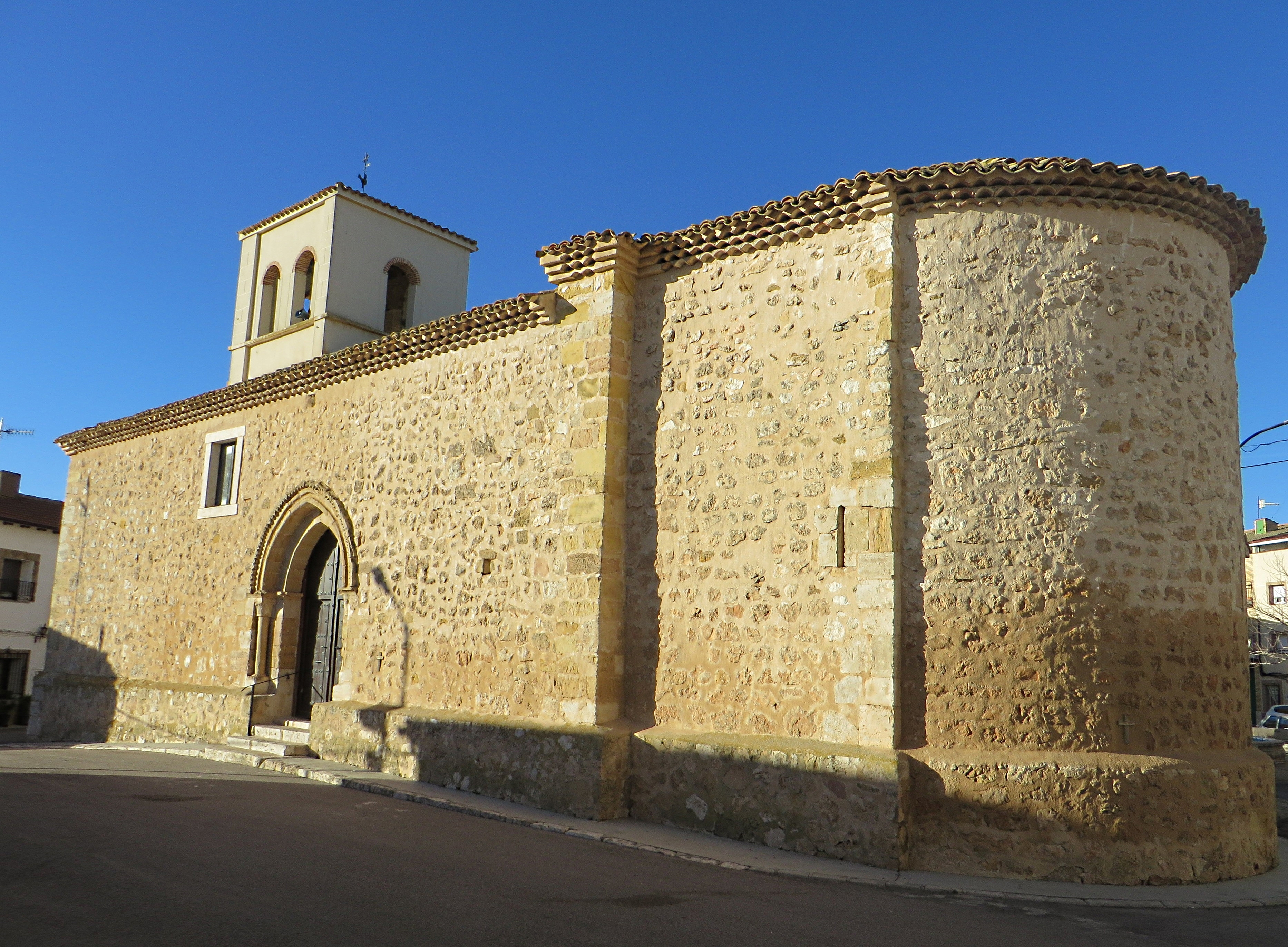
Clemenskirche
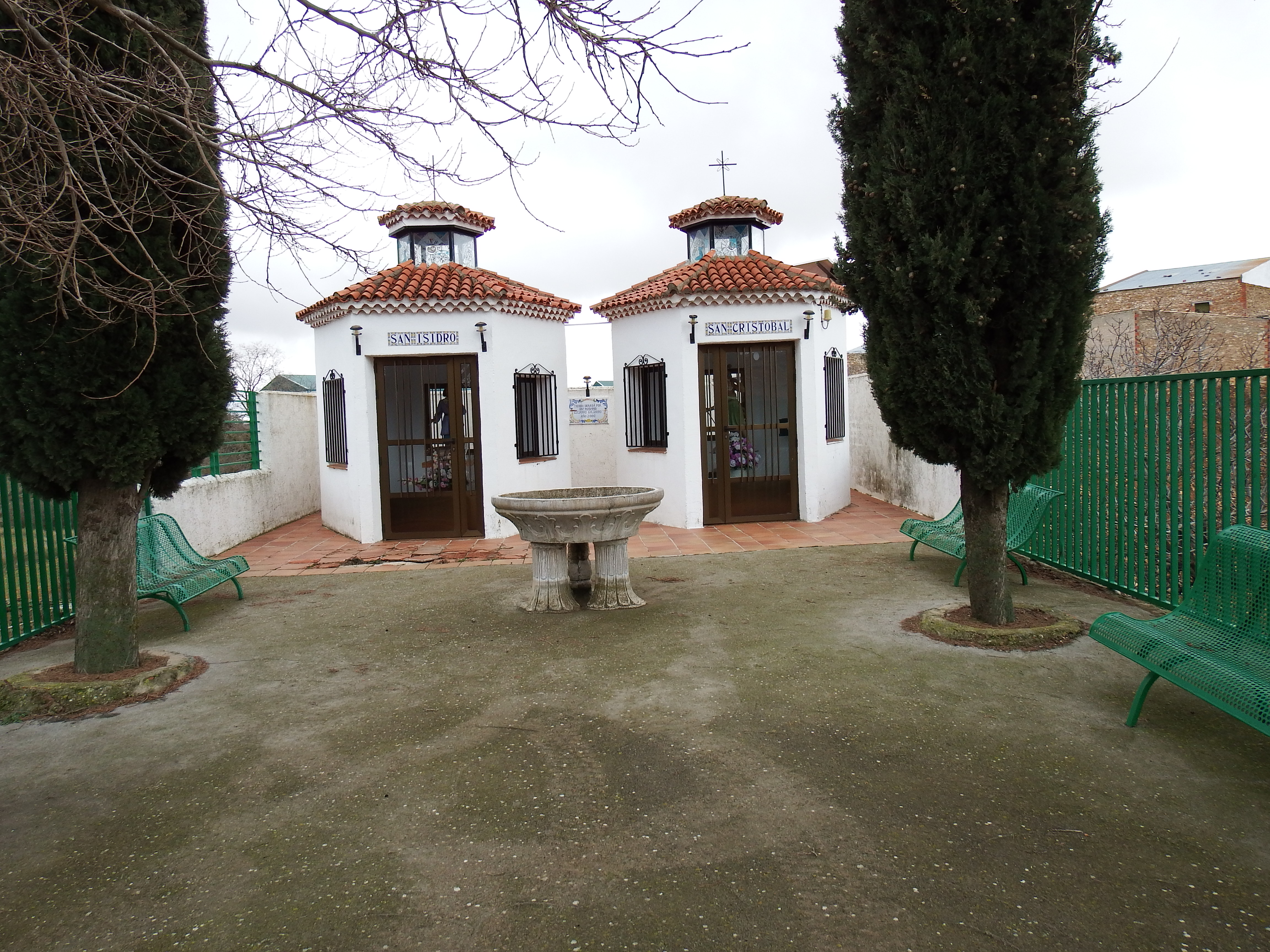
Zwillingskapelle
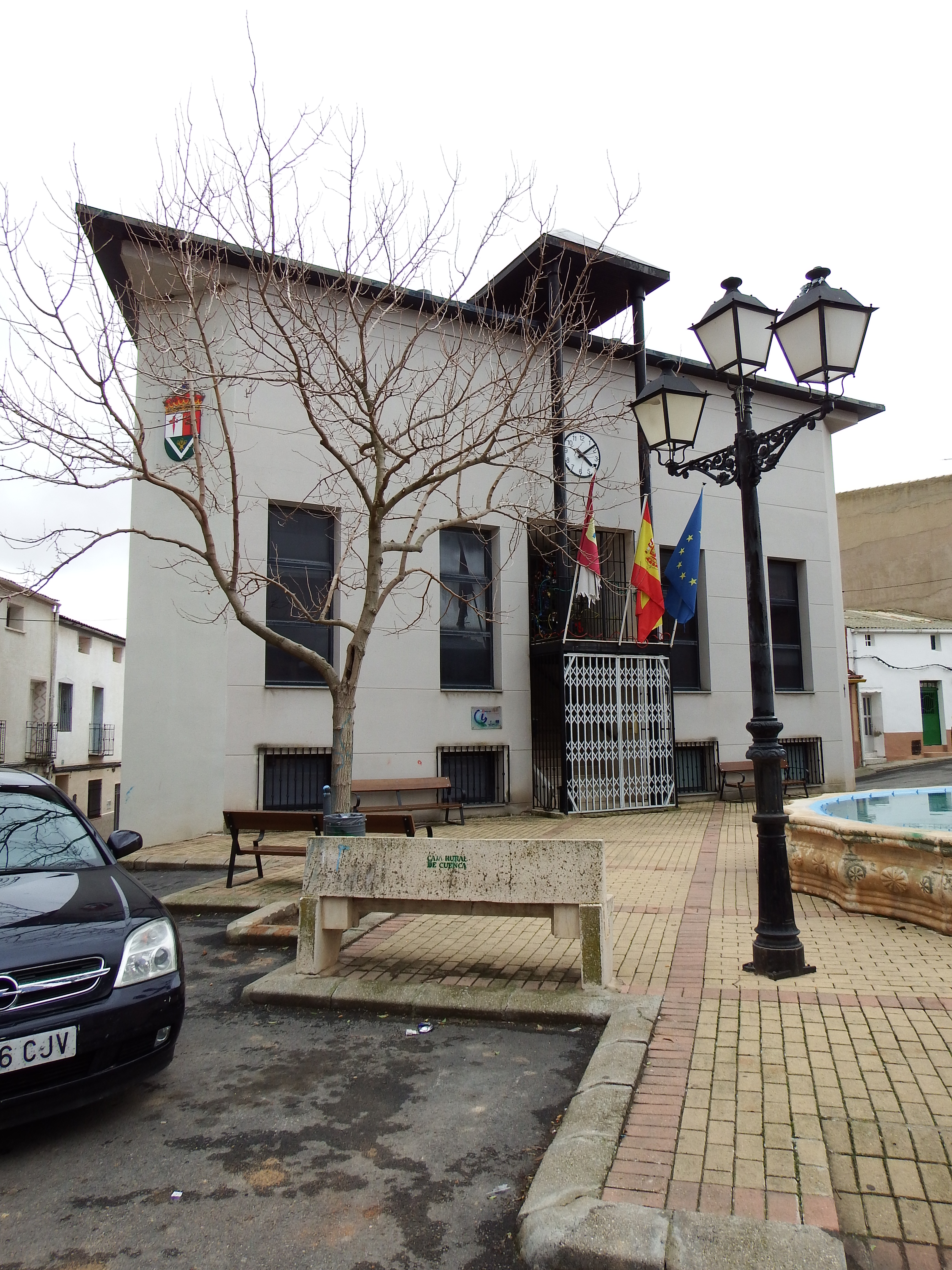
Rathaus